# Kuleje (gromada)
Kuleje – dawna gromada, czyli najmniejsza jednostka podziału terytorialnego Polskiej Rzeczypospolitej Ludowej w latach 1954–1972.
Gromady, z gromadzkimi radami narodowymi (GRN) jako organami władzy najniższego stopnia na wsi, funkcjonowały od reformy reorganizującej administrację wiejską przeprowadzonej jesienią 1954 do momentu ich zniesienia z dniem 1 stycznia 1973, tym samym wypierając organizację gminną w latach 1954–1972.
Gromadę Kuleje z siedzibą GRN w Kulejach utworzono – jako jedną z 8759 gromad na obszarze Polski – w powiecie kłobuckim w woj. stalinogrodzkim, na mocy uchwały nr 19/54 WRN w Stalinogrodzie z dnia 5 października 1954. W skład jednostki wszedł obszar dotychczasowej gromady Kuleje wraz z osadą Piła (Jesionka) z dotychczasowej gromady Piła oraz wsią Brzezinki z dotychczasowej gromady Zamłynie ze zniesionej gminy Truskolasy; ponadto obszar dotychczasowej gromady Nowiny ze zniesionej gminy Węglowice oraz osada Koski z dotychczasowej gromady Koski ze zniesionej gminy Panki – w tymże powiecie, a także oddziały leśne nr nr 29–33, 41–45, 64–68 i 89–95 z Nadleśnictwa Panki. Dla gromady ustalono 15 członków gromadzkiej rady narodowej.
20 grudnia 1956 województwo stalinogrodzkie przemianowano (z powrotem) na katowickie.
31 grudnia 1961 gromadę zniesiono, a jej obszar włączono do gromad Węglowice (wsie Kuleje i Nowiny), Truskolasy (wsie Brzezinki i Piła) i Panki (wieś Koski) w tymże powiecie.